# فرنسيسكو ألفيس ألبينو
فرنسيسكو ألفيس ألبينو (2 نوفمبر 1912 في البرتغال - 1993 بلشبونة في البرتغال) هو لاعب كرة قدم برتغالي في مركز الوسط. شارك مع منتخب البرتغال لكرة القدم. أما مع النوادي، فقد لعب مع نادي بنفيكا.

## وصلات خارجية
- فرنسيسكو ألفيس ألبينو على موقع الاتحاد الدولي (مؤرشف)  (الإنجليزية)
- فرنسيسكو ألفيس ألبينو على موقع قاعدة بيانات كرة القدم.إي يو (الإنجليزية)